# Da Liberdade Cristã

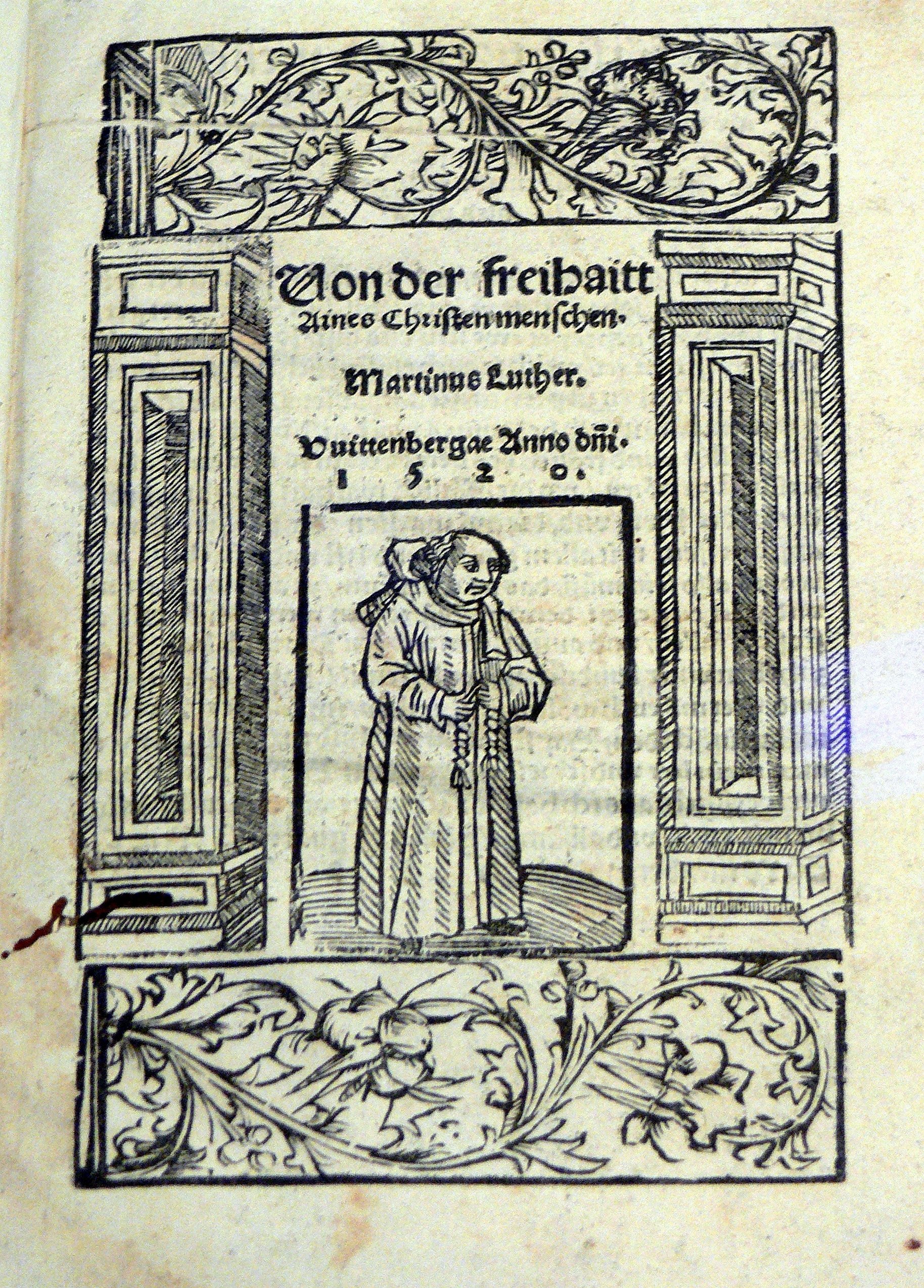
Frontispício da edição em alemão. Os quatro textos clássicos que compõe essa obra mostra como Martinho Lutero (1483-1546) modificou a língua, o imaginário e os valores do cristianismo. Escrito na segunda década do século XVI, o livro abriu novos caminhos para as formas do pensamento moderno.

Da Liberdade de um Cristão (em latim: De Libertate Christiana; em alemão: Von der Freiheit eines Christenmenschen), também chamado de Tratado sobre a Liberdade Cristã, de novembro de 1520, é o terceiro dos três grandes tratados escritos por Martinho Lutero em 1520 publicado depois de "À Nobreza Cristã da Nação Alemã" (agosto) e "Do Cativeiro Babilônico da Igreja" (outubro). A obra foi publicada em uma versão mais elaborada em latim e em outra mais curta em alemão. Não há consenso acadêmico sobre qual das duas foi escrita primeiro. O tratado desenvolve o conceito de que os cristãos, como filhos de Deus completamente perdoados, não estão mais obrigados a observar a lei de Deus (do Antigo Testamento); eles servem a Deus e a seus vizinhos livremente e de vontade própria. Lutero também desenvolveu um pouco mais o conceito da justificação pela fé. Segundo Lutero:
| “ | Um cristão é um senhor de tudo perfeitamente livre e sujeito a ninguém. Um cristão é um servo de todos perfeitamente obediente e sujeito a todos. | ” |

## Origem
Na Idade Média, vários revolucionários se rebelaram contra uma igreja moralmente corrupta. Eles queriam corrigir a história errada (latim corrigere ), restaurar a igreja primitiva (restituere), renovar uma doutrina incrustada (renovare) e reorganizar os ofícios da igreja (reformare). Em 1520, a Reforma já durava vários anos. A obra de Martinho Lutero Sobre a Liberdade dos Cristãos é o terceiro de seus principais escritos reformatórios. A bula papal Exsurge Domine, emitida em 15 de junho de 1520, foi o motivo central que levou Martinho Lutero a escrever seu tratado sobre a liberdade cristã. Esta bula o ameaçava com excomunhão, caso não renunciasse a 41 das 95 Teses de Wittenberg em um prazo de 60 dias. Em resposta à crescente pressão, Lutero queimou publicamente a bula em dezembro de 1520, reafirmando sua posição desafiadora em relação ao papado. Karl von Miltitz, um camareiro da Saxônia, tentou intermediar a disputa entre Lutero e o papado, solicitando que Lutero redigisse uma carta de reconciliação ao Papa Leão X, além de um texto dedicado ao pontífice. Lutero, por sua vez, enviou a versão alemã do texto a Hermann Mühlpfordt, prefeito de Zwickau, demonstrando seu interesse em estabelecer contato.  Apesar das tentativas de mediação, a tensão entre Lutero e a Igreja Católica se intensificou, resultando na emissão, por Leão X, da bula Decet Romanum Pontificem, na qual Lutero foi excomungado e declarado herege, juntamente com todos os que o seguissem em seus ensinamentos. Essa sequência de eventos marcou um ponto crítico na Reforma Protestante, destacando a ruptura de Lutero com a Igreja Católica.

Martinho Lutero manifestava forte oposição ao conceito tradicional de “justiça de Deus”, tal como era compreendido na teologia medieval. Essa concepção se baseava na iustitia distributiva (justiça distributiva), segundo a qual Deus recompensaria cada pessoa de acordo com seus méritos — princípio expresso pela máxima latina suum cuique, ou seja, “a cada um o que é seu”. Dentro desse modelo, a salvação estava condicionada ao cumprimento rigoroso de normas religiosas, como confissão frequente, realização de atos de piedade, veneração de relíquias, aquisição de indulgências e participação em missas. Lutero, no entanto, rejeitava essa lógica meritocrática da salvação. Antes de formular sua doutrina da graça, ele próprio experimentou profundo sofrimento interior, marcado por um sentimento constante de culpa, medo do julgamento divino e incapacidade de obedecer plenamente aos mandamentos. A chamada “descoberta da graça” — entendida como a compreensão de que a salvação é dom gratuito de Deus e não recompensa por boas obras — representou uma ruptura fundamental com a teologia vigente. A partir dessa experiência, Lutero passou a afirmar que a justiça de Deus não consiste em punir os pecadores conforme seus atos, mas em justificar gratuitamente o ser humano por meio da fé em Cristo.
Se, então, uma pessoa aprendeu e sentiu sua incapacidade a partir dos mandamentos, de modo que agora tem medo de como pode satisfazer o mandamento — especialmente porque o mandamento deve ser cumprido ou ela deve ser condenada — então ela é verdadeiramente humilhada e se tornou nada aos seus próprios olhos, e não encontra nada em si mesma com a qual possa se tornar boa.
– D. Martinho Lutero 
Se você se concentrasse apenas em boas obras, ainda assim não seria justo e, portanto, não honraria a Deus, deixando de cumprir o primeiro mandamento. Assim, a religião se contrapõe diretamente à liberdade terrena individual e apenas aponta para uma vida melhor e justificada com Deus na vida após a morte.
– D. Martinho Lutero  

O segundo parágrafo da seção “Justificação e Reforma” no artigo “Justificação (Teologia)” explica como Lutero pesquisou exaustivamente e se referiu a Paulo e aos Padres da Igreja. A isto somaram-se suas próprias experiências e sua força de consciência, de modo que na Dieta de Worms (1521) ele não se retratou, mesmo que isso pudesse significar sua morte. 
...a menos que eu esteja convencido pelo testemunho da Escritura e por argumentos claros da razão — pois não creio apenas no Papa nem nos Concílios, pois é certo que eles frequentemente erraram e se contradisseram —, minha consciência está dominada pelas passagens da Sagrada Escritura que citei e que guardei na Palavra de Deus. Portanto, não posso e não me retratarei de nada, porque agir contra a consciência não é seguro nem salutar. Deus me ajude, Amém! 
“Concluímos, portanto, que o homem é justificado pela fé, independentemente das obras da lei.”
- Romanos 3:28 NVI
Se você quer cumprir todos os mandamentos, libertar-se dos seus maus desejos e do pecado, como os mandamentos obrigam e exigem, creia em Cristo, em quem eu lhe prometo toda graça, justiça, paz e liberdade. Se você crê, você tem; se não crê, você não tem. Pois o que lhe é impossível com todas as obras dos mandamentos, que são muitas e, no entanto, podem ser inúteis, torna-se fácil e rápido para você pela fé.
– D. Martinho Lutero 
Em seus escritos, Lutero expressa uma nova compreensão da fé baseada na relação direta entre o indivíduo e Deus, sem a mediação exclusiva da Igreja Católica. Para Lutero, a salvação não dependia de obras exteriores ou rituais, mas da fé interior e da confiança pessoal na graça divina. Essa visão rompeu com a teologia escolástica medieval, que via Deus como um juiz distante e a justiça divina como uma exigência punitiva.

## A justiça divina no pensamento de Lutero
Martinho Lutero defendia que, após o pecado original cometido por Adão, a vontade humana tornou-se cativa do pecado. Em sua visão, as ações humanas refletem a condição corrompida da natureza humana, sendo insuficientes para alcançar a salvação por mérito próprio. Mesmo os atos aparentemente virtuosos não possuem valor redentor diante de Deus. Dessa forma, o ser humano aparece como limitado e subordinado à soberania divina. A doutrina da "justificação pela fé", central no pensamento luterano, não se apresenta como uma defesa da democracia ou da autonomia individual no sentido político. Ao contrário, Lutero distingue claramente a liberdade espiritual — obtida unicamente pela fé — de qualquer forma de liberdade política ou social. Para ele, a relação com Deus é de caráter estritamente espiritual e não deve ser confundida com reivindicações de ordem democrática ou secular.

No pensamento de Martinho Lutero, a justificação diante de Deus não ocorre por meio de um processo lento de purificação dos pecados, como defendido pela tradição medieval. Para Lutero, o ser humano é essencialmente imperfeito e, por natureza, incapaz de evitar o pecado ou de conquistar sua própria redenção. A salvação, segundo o reformador, é obtida exclusivamente pela fé — entendida como confiança plena na Palavra de Deus, revelada em Jesus Cristo. Lutero organiza as Escrituras em duas categorias centrais: os mandamentos ou leis divinas, presentes no Antigo Testamento, e a promessa de salvação, manifestada no Novo Testamento. Essa organização destaca a função da Lei, que serve para revelar o pecado e a necessidade de um salvador, enquanto o Novo Testamento traz a mensagem do Evangelho, que é a boa notícia da salvação através de Cristo. Dessa forma, Lutero enfatiza a relação entre a Lei e a Graça, mostrando como ambas atuam na vida do cristão. Essa abordagem visa guiar o fiel a entender a essência da fé cristã e sua prática, sem confundir os papéis de cada parte das Escrituras. Essa distinção reforça sua ideia central de que a fé, e não as obras, é o único caminho legítimo para a justificação. Assim, o ser humano só pode ser salvo ao se voltar para Deus, reconhecendo sua dependência da graça divina. A justiça, portanto, não é alcançada por méritos ou cumprimento de rituais religiosos, mas unicamente como dom gratuito de Deus. Esse princípio sustenta a ideia da liberdade cristã, segundo a qual o crente não está mais sujeito à observância de normas ou cerimônias para alcançar a salvação. Para Lutero, a fé em Cristo é suficiente e definitiva para a reconciliação entre Deus e o ser humano.
"[...] nos ensinam e prescrevem todo tipo de boas obras, mas não é assim que se efetivam. Eles orientam, mas não ajudam; ensinam o que se deve fazer, mas não dão força para isso".
A liberdade proporcionada pelo Evangelho não significa afastamento do mundo ou recusa à convivência social, mas sim um chamado ao engajamento ético e responsável. O fiel, transformado por sua nova condição espiritual, é convidado a viver de forma construtiva, exercendo o amor cristão por meio do serviço ao próximo e da contribuição ativa para o bem comum. Essa atuação social não se fundamenta em reivindicações em nome da fé, mas na expressão concreta da caridade e do compromisso com o outro. A justificação, segundo Lutero, é um ato de natureza sobrenatural, pelo qual Deus declara o indivíduo justo com base na obra redentora de Cristo, e não em virtude de méritos humanos. O reformador rejeita a ideia de que boas obras possam assegurar a salvação, reiterando que todos os seres humanos são pecadores e dependem unicamente da graça divina. Desse modo, a verdadeira vida cristã nasce da fé e se manifesta na liberdade interior que os crentes encontram em Cristo. Essa concepção teológica tornou-se um dos pilares da Reforma Protestante, ao romper com os ensinamentos predominantes da Igreja Católica da época, que enfatizavam a necessidade de obras para alcançar a justificação.

Um exemplo  do pensamento de Martinho Lutero encontra-se na afirmação de que o cristão é um “senhor livre sobre todas as coisas e não se submete a ninguém”. Essa declaração expressa a noção de liberdade cristã como uma realidade interior, de ordem espiritual, que não deve ser confundida com estruturas externas de poder, governo ou organização social. Para Lutero, a liberdade do crente não se traduz em autonomia política, mas em libertação espiritual por meio da fé. Nesse contexto, o reformador insiste que as “obras” não são capazes de justificar o ser humano perante Deus. Mesmo que se realizem boas ações, elas não têm o poder de assegurar a justiça divina, pois a salvação depende exclusivamente da fé. Assim, a doutrina da justificação pela fé adquire um caráter essencialmente pessoal e espiritual, desvinculado de aspirações sociais ou políticas. Essa abordagem afasta qualquer interpretação da fé cristã como instrumento para demandas democráticas, reafirmando sua natureza interior e transcendente.
Ora, portanto da fé fluem o amore o prazer em Deus, e do amor flui uma vida livre, animada e feliz, para servir desinteressadamente ao próximo. Porque, assim como o nosso próximo padece necessidades e carece do que nos sobra, nós também padecíamos necessidades diante de Deus e carecíamos de Sua Graça. Por isso, tal como Deus nos ajudou desinteressadamente por meio de Cristo, nós também devemos realmente ajudar ao próximo por meio do corpo e de suas obras.
A concepção de liberdade desenvolvida por Martinho Lutero está baseada na relação direta e pessoal entre o indivíduo e Deus, sendo de natureza essencialmente espiritual. Para o reformador, a verdadeira libertação não se realiza por meio de sistemas democráticos ou transformações sociais e políticas, mas exclusivamente pela fé. Essa fé, entendida como confiança absoluta na graça divina, constitui o núcleo da experiência cristã autêntica. Lutero rejeita interpretações que instrumentalizem a religião para fins de reivindicação política ou de promoção de ideais democráticos. Em sua perspectiva, a fé não serve como plataforma para engajamento social, mas como vínculo íntimo e interior com Deus, suficiente para assegurar a justificação e a liberdade cristã. Ao enfatizar essa dimensão espiritual, Lutero reafirma a primazia da fé como fundamento do cristianismo, distinguindo-a de qualquer tentativa de subordiná-la a projetos políticos ou demandas sociais.
A ideia de liberdade desenvolvida por Martinho Lutero fundamenta-se na relação direta e pessoal entre o indivíduo e Deus, sendo de natureza essencialmente espiritual. Para o reformador, a verdadeira libertação não se realiza por meio de sistemas democráticos ou transformações sociais e políticas, mas exclusivamente pela fé. Essa fé, entendida como confiança absoluta na graça divina, constitui o núcleo da experiência cristã autêntica. Lutero rejeita interpretações que instrumentalizem a religião para fins de reivindicação política ou de promoção de ideais democráticos. Em sua perspectiva, a fé não serve como plataforma para engajamento social, mas como vínculo íntimo e interior com Deus, suficiente para assegurar a justificação e a liberdade cristã. Ao enfatizar essa dimensão espiritual, Lutero reafirma a primazia da fé como fundamento do cristianismo, distinguindo-a de qualquer tentativa de subordiná-la a projetos políticos ou demandas sociais. A verdadeira liberdade cristã é, portanto, entendida como a libertação das amarras do legalismo e da necessidade de boas obras para alcançar a aprovação de Deus. A fé, nesse sentido, não depende de ações externas ou práticas religiosas, mas é uma afirmação da confiança em Deus e em Sua graça. Assim, a fé se torna uma experiência profundamente pessoal que transcende as obras e tradições, resultando em uma vida livre e pura diante de Deus, capaz de amar e servir ao próximo de maneira desinteressada.

## A teoria dos dois reinos
A Teoria dos Dois Reinos é uma ideia desenvolvida pelo reformador Lutero que busca explicar como Deus governa o mundo por meio de duas formas distintas: o reino espiritual e o reino temporal. Essa teoria foi importante para organizar a relação entre religião e política na época da Reforma Protestante. Segundo essa teoria, Deus governa o mundo de duas maneiras: através do governo civil (ou temporal) e através do governo espiritual (ou eclesiástico). Essa distinção foi fundamental para Lutero, pois ele defendia que a Igreja não deveria se envolver diretamente nos assuntos políticos, mantendo cada esfera em seu devido lugar. Essa separação contribuiu para a valorização da consciência individual e da liberdade religiosa, um aspecto central na Reforma Protestante. A teoria dos dois reinos ajudou a moldar a relação entre a Igreja e o Estado na modernidade, influenciando o desenvolvimento do pensamento político e protestante. Assim, essa abordagem busca harmonizar a vida cívica e espiritual sem que uma interfira na outra, sendo cada uma essencial para o funcionamento da sociedade em suas diversas dimensões. Lutero enfatiza que esses dois reinos não devem ser confundidos ou separados em suas funções. O Estado serve para limitar o pecado e regular a vida civil, enquanto a Igreja confronta as autoridades políticas com a vontade de Deus, promovendo uma relação de cooperação entre ambos.
As responsabilidades associadas a cada um dos reinos podem ser vistas sob diversos aspectos, sendo os principais:

### Reino espiritual
Primeiramente, no reino espiritual, que diz respeito a Deus, as responsabilidades incluem guiar os fiéis no cumprimento dos mandamentos divinos e assegurar que as práticas religiosas estejam alinhadas com a fé e a moral, promovendo o amor e a justiça. Este reino é caracterizado pela soberania de Deus, onde a intercessão e os princípios espirituais são primordiais. Aqui, os sacerdotes e líderes espirituais atuam como mediadores entre Deus e o povo, orientando as vidas dos fiéis em conformidade com a palavra divina. Lutero enfatiza a necessidade de distinguir, mas também de cooperar, entre o reino espiritual e o secular. A Igreja, como representante do reino espiritual, regulariza sua relação com o Estado, que deve preocupar-se com questões temporais. Deus é o Senhor de ambos os reinos, aumentando a interdependência entre eles, onde o Estado deve respeitar a autoridade da Igreja e esta deve confrontar o Estado com a vontade divina. 
As responsabilidades aqui incluem:
1. Adoração e Culto: Os indivíduos são chamados a adorar a Deus e a participar de práticas religiosas com respeito e  devoção[2].
2. Intercessão: Algumas pessoas, como sacerdotes, têm a responsabilidade de interceder por outros diante de Deus, o que implica em orações e atos de serviço espiritual em benefício da comunidade.
3. Prática da Fé: Os cristãos são responsáveis por viver sua fé de maneira coerente, buscando aplicar os ensinamentos de Cristo em sua vida diária, incluindo o amor pelo próximo e o cumprimento dos mandamentos de Deus[2].

### Reino temporal
O reino temporal, refere-se à organização da vida em sociedade. Suas responsabilidades envolvem a criação e aplicação de leis, a manutenção da ordem pública e a promoção da justiça entre as pessoas. Nesse âmbito, cabe às autoridades civis garantir a paz, resolver conflitos e administrar os assuntos coletivos, como a política, a economia e a vida cotidiana. Segundo Lutero, a política surge como uma resposta à corrupção da natureza humana e ao pecado, sendo uma necessidade para conter a maldade e manter a ordem. Esse "reino do pecado" é considerado essencial, visto que, antes da queda, não havia necessidade de uma estrutura política, pois Adão e seus descendentes viveriam em tranquilidade, sem a presença de crime ou maldade. Embora esse reino atue de forma separada da esfera religiosa, espera-se que os governantes ajam com justiça, ética e responsabilidade, de acordo com princípios morais que não contrariem os ensinamentos cristãos. Assim, o reino temporal busca assegurar o bem comum sem interferir na fé e nas práticas espirituais da população.
O reino temporal envolve as responsabilidades dentro da sociedade e do governo. Aqui, as responsabilidades incluem:
1. Governança e Justiça: A liderança e a administração da justiça são essenciais para manter a ordem na sociedade. Isso envolve a aplicação de leis e o cuidado pelo bem-estar dos cidadãos.
2. Serviço ao Próximo: Os indivíduos têm a responsabilidade de servir à comunidade, ajudando os necessitados e promovendo ações que visem o bem comum.
3. Regulamentação Social: As autoridades devem implementar e administrar leis que promovam a paz e a justiça social, respeitando ao mesmo tempo os princípios espirituais que regem a vida do indivíduo.

Dessa forma, o reino temporal é percebido como um remédio necessário à natureza humana corrompida. Ao trazer à tona a ideia de que a política é um instrumento utilizado para a contenção do pecado, Lutero argumenta que as instituições políticas existem para aplicação da justiça e manutenção da ordem, desempenhando um papel crucial na vida da Igreja e da sociedade em geral. É importante notar que, conforme Lutero, a política, embora ordenada por Deus, não é uma ordem da criação no mesmo nível que a Igreja ou a economia. Enquanto estas duas últimas têm uma origem divina pré-queda, a política é uma consequência do pecado e da necessidade de governar e regular a convivência humana. Portanto, o reino temporal é uma estrutura criada para conter a malícia, tornando-se uma parte essencial da vida comunitária e da preservação da ordem divina na terra.
Além disso, no reino da criação, a responsabilidade envolve cuidar do meio ambiente e de todos os seres vivos, reconhecendo que a criação é um reflexo da grandeza de Deus. Este aspecto da responsabilidade nos lembra da importância de sermos bons administradores da terra, respeitando o ecossistema e promovendo a harmonia entre a natureza e a atividade humana. Aqui, é enfatizado que as ações físicas e espirituais devem ser integradas, buscando sempre o bem comum.

## Importância da obra
A influência da Reforma de Lutero realmente transcendeu o âmbito religioso, afetando diversas esferas da sociedade e da cultura. Lutero não apenas desafiou as doutrinas da Igreja Católica, mas também promoveu um novo entendimento sobre a individualidade e a liberdade. A sua defesa da consciência pessoal e da interpretação individual das Escrituras permitiu que as pessoas se libertassem das tradições e normas impostas pela hierarquia eclesiástica. A mensagem de Lutero propagou-se rapidamente, impulsionada pela invenção da imprensa e pela tradução das Escrituras para o vernáculo, permitindo que cada pessoa pudesse ler e interpretar a Bíblia por si mesma. Isso fortaleceu a ideia de consciência individual, da qual decorrem princípios como liberdade de crença, liberdade de expressão e responsabilidade pessoal. 
Além disso, Lutero impulsionou o desenvolvimento de uma ética que vinculava a liberdade pessoal ao serviço ao próximo. Essa perspectiva ética foi fundamental para a formação da modernidade, influenciando o pensamento e a visão de liberdade que Kant e outros filósofos posteriores propuseram. Mesmo não sendo uma reação direta de causa e consequência, Lutero, ao questionar a autoridade da Igreja Católica e defender a livre interpretação da Bíblia, abriu caminho para o desenvolvimento de ideias como a liberdade de pensamento, a autonomia individual e a crítica à autoridade estabelecidas; princípios que são utilizados nos ideais iluministas. O conceito de que a ética está enraizada na relação pessoal entre o indivíduo e Deus, e na ação concreta em benefício dos outros, se tornou um legado importante da Reforma que perdura até os dias de hoje.
Lutero também influenciou o surgimento de noções modernas de profissão e vocação, ao valorizar o trabalho cotidiano como expressão de fé e serviço ao próximo. A ideia de que todas as pessoas podem servir a Deus em sua vida comum, e não apenas através de práticas religiosas, reforçou o papel ativo do indivíduo na sociedade e contribuiu para o surgimento de uma ética do trabalho que moldaria parte da cultura ocidental moderna. O impacto da obra de Lutero ultrapassou os limites da teologia, contribuindo decisivamente para a construção do pensamento moderno, com efeitos duradouros sobre a liberdade religiosa, os direitos individuais, a educação, a ética e a política. A disseminação do pensamento reformista não apenas impactou a vida religiosa, mas também foi responsável por transformações sociais e políticas, contribuindo para o surgimento de uma consciência cidadã mais crítica e participativa. Portanto, a Reforma de Lutero teve implicações profundas que moldaram não apenas a igreja, mas também a sociedade como um todo, promovendo a autonomia individual e a responsabilidade social. 